# 설명가능 인공지능
설명가능 인공지능(Explainable AI, XAI)은 판단에 대한 이유를 사람이 이해할 수 있는 방식으로 제시하는 인공지능을 일컫는다. 특정한 판단에 대해 알고리즘의 설계자조차도 그 이유를 설명할 수 없는 '블랙박스' 인공지능과 대비되는 개념이다. 불확실성을 해소하여 인공지능에 대한 신뢰성을 높일 수 있게 된다. DARPA는 약 800억원의 예산을 투입하여 '유리박스'를 목표로 한 프로젝트를 진행하고 있다.